# Dead Space: Perdición
Dead Space: Downfall (en español Dead Space: Perdición) es una película de animación de survival horror que forma una trilogía con el videojuego (Dead Space) y su cómic homónimo. La película fue presentada en el Festival de Sitges el 28 de octubre de 2008, la única oportunidad de ver en la gran pantalla dado que se lanzó directamente en formato DVD y Blu-ray.

## TrilogíaDead Space
Dead Space: Perdición es el segundo de los tres episodios de la franquicia Dead Space. Cronológicamente, la película está precedida por Dead Space: The Comic, cuyas ilustraciones fueron creadas por Ben Templesmith (30 días de oscuridad) y fue escrita por el novelista Anthony Johnston, a quien más tarde se encargó escribir el guion para el último episodio de la franquicia, el Videojuego que ganó el juego del año
El personaje principal aquí es la jefa de Seguridad de la nave Alissa Vincent, quien con su equipo tratará de hacerle frente a la gran amenaza de los Necromorfos dispuestos a atacar en todo momento.

## Argumento
Mientras realizan una profunda excavación en un remoto planeta, la tripulación del USG Ishimura encuentra una antigua reliquia religiosa llamada The Marker (La Efigie en español) que se considera la prueba de la existencia de Dios. 
La reliquia es desenterrada y llevada a bordo de la nave, donde es adorada por unos y despreciada por otros. Pero cuando el profano artefacto libera a una raza alienígena que había permanecido dormida durante largo tiempo, el momentáneo Paraíso se transforma en el vivo Infierno. 
El caos es inmediato y la carnicería incontrolable. Una invasión nunca antes presenciada por la humanidad y se va a llevar a cabo para destruir la Tierra.
Cronológicamente, la película está situada en el inicio de la historia de dead space, pero deja brechas hacia una historia incluso más atrás de esta, como por ejemplo, los restos de lo que dejó un supuesto aparato de movimiento de hace más de 100 años atrás en el planeta deshabitado..

## El DVD
El DVD además de estar disponible en varios idiomas cuenta con contenidos adicionales como el tráiler de la película, escenas eliminadas y una galería fotográfica.